# Otto Schack (Maler)
Otto Schack (* 7. März 1937 in Dessau) ist ein deutscher Maler, Grafiker und Plastiker.

## Leben

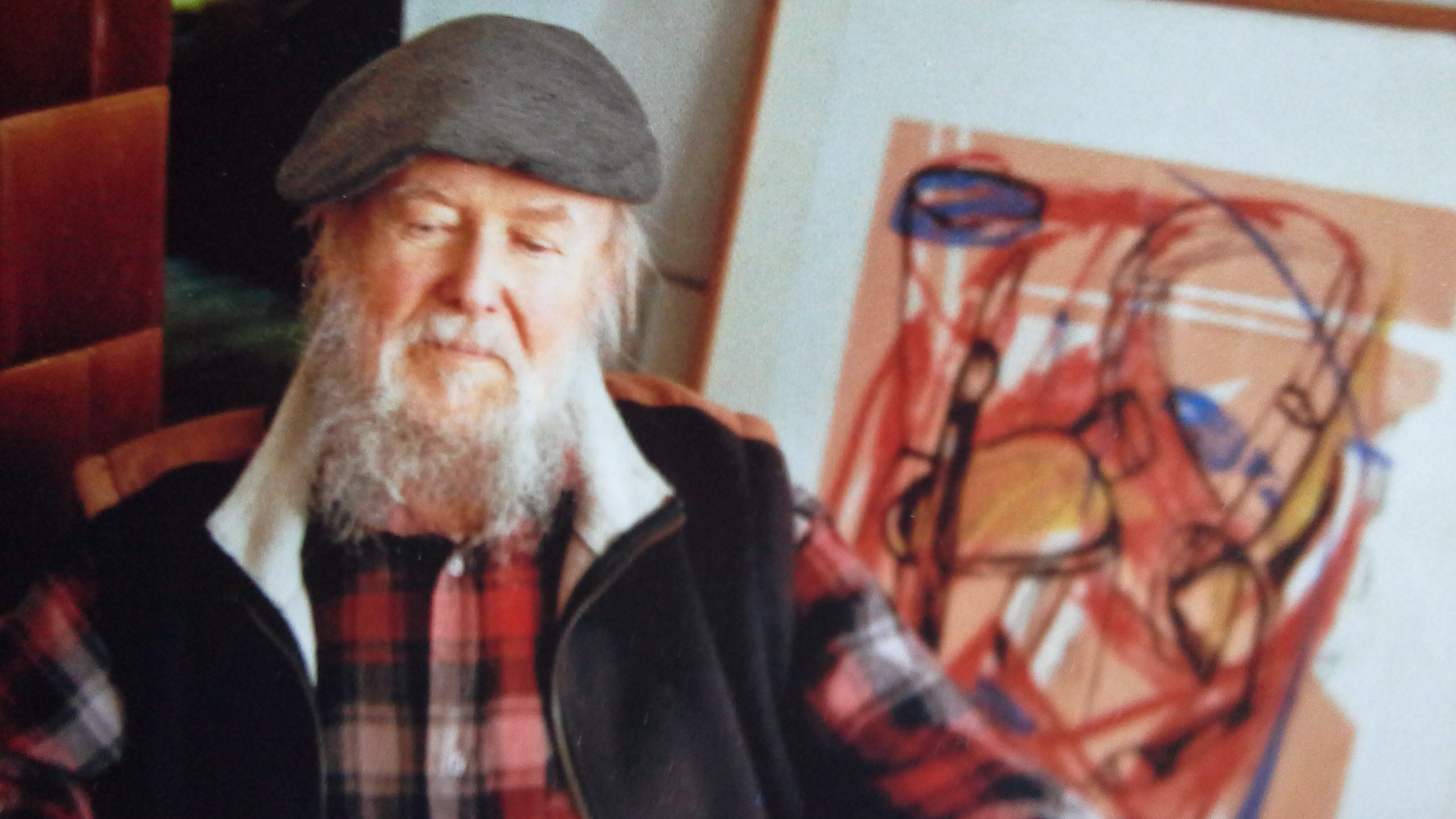
Otto Schack im Juni 2020 in Ackermannshof

Schack stammt aus einer Handwerkerfamilie. Schon als Kind erhielt er Privatunterricht im Malen und Zeichnen. Nach Abschluss der Grundschule absolvierte er eine Lehre als Maler und Graphiker. Danach arbeitete er in der Werbeabteilung der Farbenfabrik Wolfen. Von 1960 bis 1965 studierte Schack an der Kunsthochschule Berlin-Weißensee. Anschließend ließ er sich als selbständiger Maler in Berlin nieder und wurde Mitglied des Verbands Bildender Künstler der DDR. Von 1965 bis 1989 beschäftigte er sich außer mit Malerei, Grafik und Plastik vor allem mit Buchgestaltung und Kunst am Bau. 1994 zog er mit seiner Frau, der Gebrauchsgrafikerin Rosemarie Schack (* 1939), mit der er seit 1965 verheiratet ist, und ihren beiden Söhnen nach Ackermannshof. Dort hatten sie 1970 ein Anwesen erworben, das sie zum „Oberbarnimer Künstlerhof“ ausbauten. Schack widmete sich nun vor allem der Rettung historischer Bausubstanz und der aktiven Denkmalpflege. 1992 gründete er die Künstlergruppe „Schwarz-Weiß“. Von 1995 bis 2008 wirkte er als Lehrer auf den Gebieten Kunst und Restaurierung.
Die Schacks sind die Eltern des 2006 verstorbenen Malers Philipp Schack, dessen künstlerischen Nachlass sie betreuen, und des Malers, Grafikers und Bildhauers Jan E. Schack.

## Werk
„Bei Otto Schack ist alles Maß. Auf der Malfläche ergibt sich extrem Einfaches. Bestimmt vom Wunsch nach Objektivität und Anonymität ist in seinem, auf geometrischen Grundformen aufbauenden, flächigen Konstruktivismus alles Subjektive und Affektive ausgeblendet. Die von Rechteck, Quadrat und Kreis hergeleiteten Abwandlungen sind farbig unterteilt und in proportionale Relationen zueinander gebracht. Sie erscheinen als architektonisch-technische Struktur, deren formale Einheit für Strenge, für Erhabenheit und in gewissem Sinne für Endgültigkeit steht... Die wenigen Farben Schwarz, Rot und Weiß wirken in dem Zusammenhang als Faktum aus sich selbst heraus, zumal alle Spuren malerischer Handschrift als persönlicher Ausdruck des Künstlers getilgt sind.“ – Herbert Schirmer
Schack sagt von sich, dass er sich den Ideen des Bauhauses verschrieben hat. Er stehe für eine Kunst, die im Handwerk verwurzelt ist und den Menschen dienen will. Er hat eine breite Palette künstlerischer und praktisch-handwerklicher Fähigkeiten entwickelt. Außer mit Malerei befasst er sich mit Plastik, Grafik, Buchillustration und der Gestaltung von Buchumschlägen, Kunst am Bau, Installation und Umweltgestaltung. Neben der unmittelbar künstlerischen Tätigkeit machte er es sich im vertrauten Zusammenspiel mit seiner Frau zur Aufgabe, künstlerisch und kunsterzieherisch in die Gesellschaft hineinzuwirken. Dazu übernahmen sie beispielsweise Aufträge zum Umbau und zur Verschönerung von Heimen (u. a. Kinderheim in Großschönebeck und Körperbehindertenschule in Börnicke) und arbeiten künstlerisch und kunsterzieherisch mit Kindern und Jugendlichen.

## Werkbeispiele

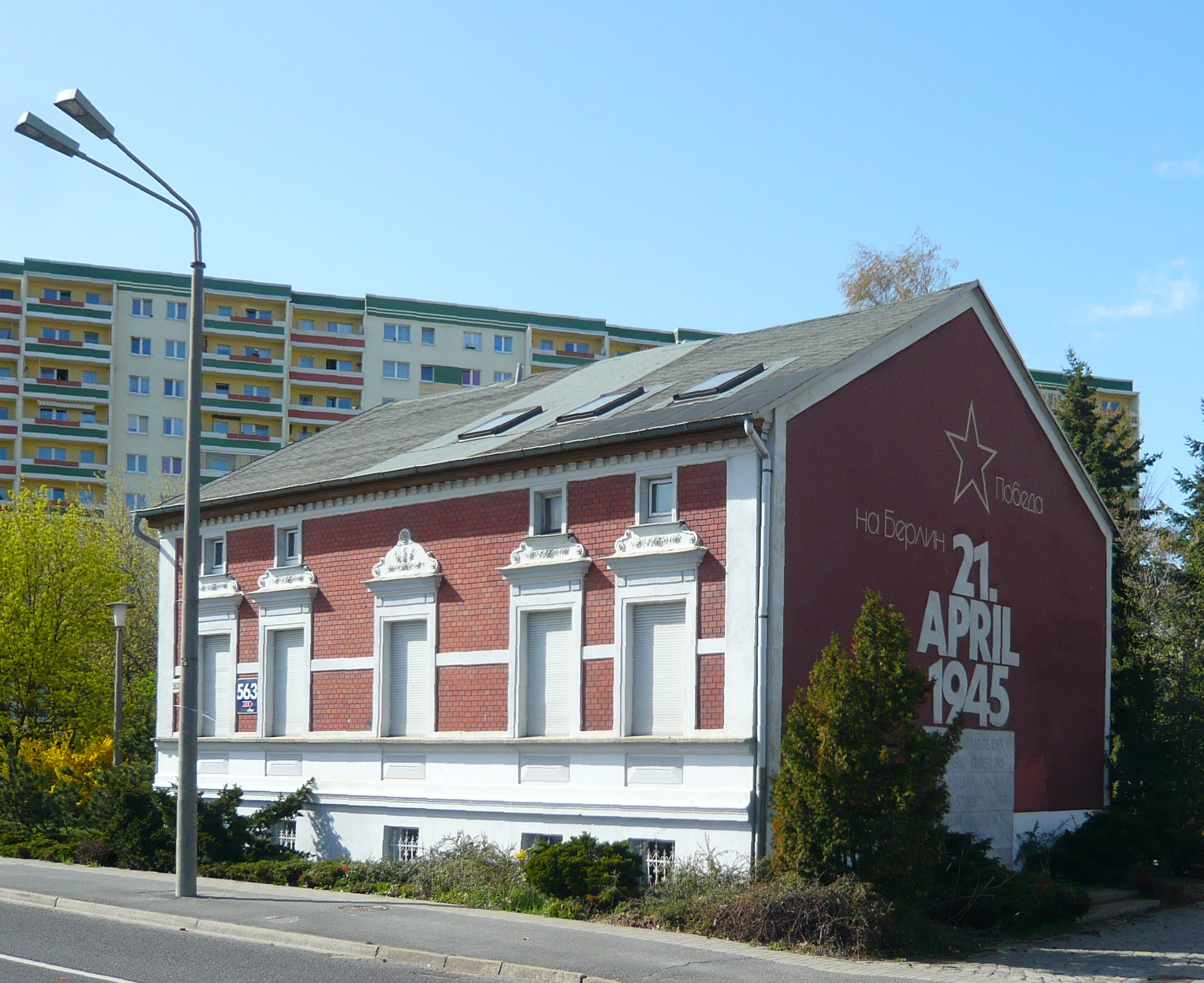
Baudenkmal Landsberger Allee 563

### Wandbilder im öffentlichen Raum
- an der Turnhalle einer Oberschule in Berlin-Marzahn (Sgraffito, 7 × 28 m; nicht erhalten)[3]
- Frieden (1986, Sgraffito; Bad Freienwalde, Wriezener Straße; gemeinsame Arbeit mit seiner Frau)[4]
- 21. April 1945 (1984/1985, Sgraffito; Berlin-Marzahn, Haus der Befreiung)

### Weiteres
- 1973 Hans Gummel (1973, Porträtbüste, Bronze auf Naturstein-Postament, im Campus Berlin-Buch; gemeinsame Arbeit mit seiner Frau)[5]
- Epitaph für die Opfer des Zweiten Weltkrieges in der Dorfkirche Kruge/Gersdorf (gemeinsam mit einem ansässigen Handwerksbetrieb)

### Buchillustrationen
- Hildegard und Siegfried Schumacher: Unser Ferkel Eduard. Der Kinderbuchverlag Berlin, 1970[6]
- Michael Sostschenko: Das Himmelblaubuch. Rütten & Loening, Berlin, 1973[7]
- Hans Kleffe: Wolken, Wind und Wärmestrahlen. Der Kinderbuchverlag Berlin, 1977

## Ausstellungen (unvollständig)
- 1979, 1981, 1982, 1986 und 1989: Berlin, Bezirkskunstausstellungen
- 1979: Berlin („Buchillustrationen in der DDR“)

- 1987/1988: Dresden, X. Kunstausstellung der DDR

- 1989 Berlin, Kreiskulturhaus Peter Edel

## Weblink
- http://www.infopunktkunst.de/kuenstler/schack-otto/